# Claes-Fredrik Clæson
Claes-Fredrik Clæson, (10 juni 1920 - 14 januari 2006), var en svensk ekonom och tidigare professor i ekonomisk geografi vid Handelshögskolan i Stockholm.
Claes-Fredrik Clæson var professor i ekonomisk geografi vid Handelshögskolan i Stockholm 1972-1986